# Люберцы
Лю́берцы — город в Московской области России. Являясь частью городской агломерации Москвы, город формирует единый слитный мегаполис столицы.
Население — 236 339 чел. (2024). Люберцы являются пятым по численности населения городом в Московской области и первым по плотности населения. Город областного подчинения, административный центр городского округа Люберцы. Ранее был центром Люберецкого района.

## Этимология
В 1623 году упоминается как деревня Либерицы, Назарово тож; названия по именам владельцев: Назар из календарного личного имени Назарий и Либер (ср. западно-славянские Либор, Любор). От последнего имени образовалось Либеричи, затем Либерицы, переход -ичи в -ицы для Подмосковья обычен (см. Бронницы, Луховицы).

## История
В конце XVI века деревня определённо уже существовала. Но впервые упоминается в писцовых книгах с 1621 года как деревня Либерицы-Назарово. Часть деревни принадлежала дьяку Ивану Кирилловичу Грязеву (двор вотчинников, 6 крестьянских дворов), другая часть — подьячему Фёдору Дементьевичу Порошину (3 двора). Из писцовой книги за 1623—1624 года ясно, что Грязеву его часть деревни досталась по закладной Семёна Давыдова в 1621 году, а Давыдову его часть — как приданое его жены Прасковьи Куприяновой, дочери Куприяна Горсткина. Ещё раньше деревней владели Михаил Старый и Богдан Озарнов. Вторую половину деревни приобрёл (тоже в 1621 году) Фёдор Дементьевич Порошин по закладной Татьяны Кирилловны Горсткиной и её сына Василия. Из этого следует, что после смерти Куприяна Горсткина деревня, поделённая между вдовой и зятем на две неравные части, была отдана в залог.
Затем Фёдор Порошин продал свою половину деревни Кузьме Трусову, а тот в 1627 году — дьяку Ивану Грязеву, который и стал единоличным властелином деревни Назарово-Либерицы. Грязев имел в деревне дом с выступающим двухмаршевым крыльцом и трёхчастными жилыми покоями. Так же Грязев построил здесь в 1632 году церковь во имя Преображенья Господня (стояла на месте современного стадиона «Торпедо», снесена в 1936 году). В 1646 году в селе было 18 крестьянских дворов и 45 душ взрослого населения.
После смерти Ивана Грязева Назарово-Либерицы перешли к его брату Мине и сестре Прасковье, которая была замужем за Яковом Михайловичем Милославским. В 1661 году после смерти бездетного Мины Грязева деревня перешла к Милославским — Фёдору и Григорию, сыновьям Прасковьи.
В 1674 году, после смерти Фёдора Милославского, его брат стольник Григорий Милославский продал деревню Назарово-Либерицы Приказу тайных дел.
В 1676 году Приказ Тайных Дел был распущен, Люберцы были отданы боярину Ивану Михайловичу Милославскому, племяннику царицы Марии Ильиничны Милославской, врагу Нарышкиных и Матвеевых. По описи, проведённой в этом году, в селе числилось 10 крестьянских дворов, в них 31 житель, был двор вотчинников, двор боярский. После смерти Ивана Милославского деревня перешла к его второй жене Евдокии Прозоровской.
Вторая жена Ивана Милославского — Евдокия (Авдотья) Петровна Прозоровская — приходилась родной сестрой князю Алексею Петровичу Прозоровскому, и ничего удивительного, что после её кончины в 1687 году Люберцы перешли к её брату. В 1704 году в Люберцах уже было 27 дворов крестьянских, два двора конюхов, двор вотчинников, двор приказчиков. Алексей Прозоровский был бездетен и завещал Люберцы Александру Даниловичу Меншикову, за котором они и были утверждены в 1705 году.
С 1705 года село принадлежало князю А. Д. Меншикову, который переименовал его в Новое Преображенское. Выстроил изящные дворцовые палаты, очистил заросший пруд и перегородил его каменной плотиной. Придворный льстец, зная неравнодушие своего благодетеля к флоту, спустил на воду флотилию лёгких лодок, устроил пристань. Разбил на берегах тенистый парк. По преданию, сам российский император посещал это имение и посадил несколько лип. Но после опалы князя село было у него конфисковано и передано Дворцовому ведомству.
В 1734 году в 42 крестьянских дворах насчитывалась 191 душа мужского пола.
В 1753 году Елизавета Петровна подписала Указ о передаче села Ново-Преображенского, Либерицы тоже — Великому князю Петру Фёдоровичу (будущему императору Петру III). В это время село несколько раз посещала супруга Великого князя — Екатерина. Начали строить большой дворец, но со смертью Петра работы были прекращены.
По пятой ревизии (1794—1796) в Люберцах было 65 дворов, проживало 207 мужчин, 225 женщин.
В Отечественную войну 1812 года село было занято французами, которые наполовину его сожгли. Село в это время входило в Удельное ведомство.
По сведениям 1859 года, Люберцы — удельное село, православная церковь, почтовая станция, 57 дворов, 220 мужчин, 220 женщин.
После пуска в эксплуатацию железной дороги (поезда до Коломны начали ходить в 1862 году, до Рязани в 1864 году) население стало быстро расти, начала набирать обороты торговля, появилась индустрия. Промышленное развитие деревни связано со строительством завода паровых машин Карла Вейхельта в 1899 году, который позже стал заводом воздушных тормозов «Нью-Йорк» (New York Air Brake Cº), владельцем которого был Томас Пурдэ. В 1910 году завод выкупает Международная компания жатвенных машин в России (International Harvester Cº) — тогда одна из крупнейших компаний в мире, принадлежала американскому миллиардеру С. Х. Мак-Кормику. В 1912 году руководить предприятием назначен Николай Августович Круминг. После Октябрьской революции, примерно в 1919—1920 годах, В. И. Ленин стал частым посетителем дома управляющего заводом Н. А. Круминга. Лидер пролетариата любил поучаствовать в охоте на зайцев на местных полях, поговорить за столом о экономике и организации труда. Однако производство на предприятии постепенно сворачивалось, а весной 1923 года и вовсе остановилось. Сам Круминг покинул Россию, а осенью 1924 года предприятие после смерти Владимира Ленина было национализировано и преобразовано в Государственный Люберецкий завод жатвенных машин им. Ухтомского. С 1941 года — Люберецкий завод сельскохозяйственного машиностроения им. Ухтомского.
По переписи 1869 года в Люберцах насчитали 69 домов, из них 8 каменных, 209 мужчин и 237 женщин. Было 6 торговых лавок, 2 питейных дома, 2 трактира, харчевня и 4 постоялых двора.
Во время первой русской революции Люберцы были охвачены рабочими волнениями. Особенно выделялась  дружина во главе с машинистом-эсером Алексеем Ухтомским.
Статус города Люберцам присвоили в 1925 году; в 1934 году в состав Люберец были включены рабочие посёлки Панки, Подосинки и дачный посёлок Михельсон. В 1984 году к Москве отошли западная часть города Люберцы (микрорайоны Жулебино) и рабочий посёлок Косино (включая микрорайоны Кожухово и Новокосино).
В июле 1943 года в Люберцах была сформирована Высшая офицерская школа воздушного боя (ВОШВБ) ВВС Красной Армии. В школе систематически проводились конференции по обмену опытом воздушных боёв, в которых участвовали лучшие лётчики-истребители и военачальники. Среди них — трижды Герои Советского Союза А. И. Покрышкин и И. Н. Кожедуб, дважды Герои Советского Союза А. В. Ворожейкин, С. И. Руденко, И. С. Полбин, и Е. Я. Савицкий, Герой Советского Союза М. М. Громов. С 1943 по 1947 год здесь получили подготовку 589 лётчиков фронтовой авиации, 43 из них стали Героями Советского Союза. Лучшие авиационные и инженерно-технические силы были сосредоточены на люберецком военном аэродроме, именно Люберцы можно и нужно считать важной точкой развития российской и советской авиации.

## Население
Люберцы относятся к Балашихинско-Люберецкой городской системе расселения, охватывающей 6 городских округов, расположенных к востоку и юго-востоку от Москвы, насчитывающей примерно 1 млн 089 тыс. жителей, проживающих на территории 420 квадратных километров (42 тыс. гектар) при средней плотности 2,6 тыс. человек на квадратный километр.
| 1926     | 1931     | 1939     | 1959     | 1962     | 1967     | 1970     | 1973     | 1975     | 1976     | 1979     |
| -------- | -------- | -------- | -------- | -------- | -------- | -------- | -------- | -------- | -------- | -------- |
| 10 000   | ↗18 600  | ↗46 491  | ↗93 255  | ↗100 000 | ↗120 000 | ↗139 401 | ↗148 000 | ↗149 000 | →149 000 | ↗159 563 |
| 1982     | 1985     | 1986     | 1987     | 1989     | 1990     | 1991     | 1992     | 1993     | 1994     | 1995     |
| ↗164 000 | ↘160 000 | →160 000 | ↗162 000 | ↗165 478 | ↘165 000 | →165 000 | ↘164 000 | →164 000 | ↗165 000 | ↗166 000 |
| 1996     | 1997     | 1998     | 1999     | 2000     | 2001     | 2002     | 2003     | 2004     | 2005     | 2006     |
| →166 000 | →166 000 | →166 000 | ↘165 100 | ↘163 900 | ↘162 600 | ↘156 691 | ↗156 700 | ↗157 700 | →157 700 | ↗158 700 |
| 2007     | 2008     | 2009     | 2010     | 2011     | 2012     | 2013     | 2014     | 2015     | 2016     | 2017     |
| ↗158 900 | ↗159 000 | ↘158 662 | ↗172 525 | ↘172 000 | ↗176 662 | ↗181 097 | ↗185 067 | ↗189 123 | ↗190 480 | ↗197 705 |
| 2018     | 2019     | 2020     | 2021     | 2023     | 2024     |          |          |          |          |          |
| ↗202 918 | ↗207 349 | ↘205 295 | ↗224 195 | ↗230 134 | ↗236 339 |          |          |          |          |          |

По состоянию на 1 октября 2021 года город Люберцы насчитывает 224 195 жителей, что составляет 64,3 % населения городского округа Люберцы и около 2,6 % населения Московской области. Люберцы — пятый по численности населения город Московской области (после Балашихи, Подольска, Химок и Мытищ). На 1 января 2025 года по численности населения город находился на 83-м месте из 1124 городов Российской Федерации.
При этом население города имеет тенденцию к росту и только за последние 10 лет выросло примерно в 1,2 раза; рост населения связан с активным развитием жилищного строительства и вводом новых жилых комплексов, пользующихся спросом как у жителей столицы, желающих улучшить свои жилищные условия, так и у прибывающих из других российских регионов.

Люберцы — самый густонаселенный город Московской области, его плотность населения составляет примерно 16,2 тыс. человек на квадратный километр, что примерно в 6,4 раз больше плотности населения Люберецкого района, в 93 раза — плотности населения в целом по Московской области и сопоставимо с плотностью населения густонаселенных окраинных районов Москвы (например Выхино-Жулебино — 15,0 тыс. человек на квадратный километр). Люберцы занимают первое место в рейтинге городов Московской области по плотности населения — на квадратный километр общей территории приходится 12 291 человек.
Люберцы, как и другие ближние пригороды Москвы, подвержены маятниковой миграции; по некоторым оценкам, до 40 процентов рабочего населения таких городов как Балашиха, Мытищи и Люберцы стабильно ездит в Москву на работу.

### Известные уроженцы
- В Люберцах родился Заслуженный артист РСФСР, Зотов Владимир Константинович.
- В Люберцах похоронен Заслуженный лётчик испытатель Ефремов, Дмитрий Константинович. Обладатель 9 мировых рекордов.

## Внутреннее деление
В городе выделяют несколько микрорайонов с собственными названиями: Ухтомка, посёлок Калинина, микрорайон Октябрьские проезды, 115 квартал, 116 квартал, Городок А, Городок Б, Мальчики, Хлебозавод, Панки и посёлок ВУГИ. В северной части города расположен исторический район Красная Горка и одноимённый район новостроек, возведённый на месте сельскохозяйственного поля («номерные» микрорайоны № 7, № 7а, № 8 и № 8а), а также соседствующие с ними микрорайоны Побратимов, Михельсон, имени Плещеева и строящиеся жилые комплексы «Гоголь-парк» и «Люберцы-парк». Помимо этого, на бывших иловых площадках Люберецкой станции аэрации построен крупный жилой район Люберецкие поля, который был в июне 2011 года передан Москве.
Территориально город состоит из четырёх основных частей: северной, южной, юго-восточной (отделены друг от друга Казанским направлением железной дороги и веткой на Дзержинский соответственно) и северо-восточной (Зенинской). Последняя до недавнего времени представляла собой незастроенный участок бывших полей аэрации, отделённый от основной территории города московским районом Некрасовка и посёлком Томилино; в 2013 году было решено застроить этот район жилыми домами. В конце концов, на данной территории был возведён микрорайон Самолёт.

## Местное самоуправление
В рамках организации местного самоуправления город с 2017 года является административным центром городского округа Люберцы.
С 2006 до 2016 гг. в составе существовавшего в тот период Люберецкого муниципального района город образовывал городское поселение Люберцы, упразднённое в 2017 году в связи с преобразованием муниципального района вместе со всеми поселениями в его составе в единый городской округ. Площадь городского поселения составляла сперва 5320 га, затем 4368 га. При этом площадь урбанизированной части — города Люберцы — 1287 га. Значительную часть территории городского поселения занимал Томилинский лесопарк.
Городское поселение находилось в западной части Люберецкого муниципального района, и граничило:
- с Раменским муниципальным округом (на юго-востоке),
- с городским поселением Октябрьский (на юго-востоке),
- с городским поселением Томилино (на востоке южной части),
- с районом Некрасовка ЮВАО города Москвы (на востоке),
- с городским поселением Красково (на востоке северной части),
- с городским округом Балашиха (на северо-востоке),
- с районом Косино-Ухтомский ВАО города Москвы (на северо-западе),
- с районом Выхино-Жулебино ЮВАО города Москвы (на северо-западе),
- с городским округом Котельники (на юге северной части),
- с городским округом Дзержинский (на западе центральной части),
- с городским округом Лыткарино (на западе южной части и на юге).

Органы власти
- Глава города Люберцы избирается Советом депутатов из числа депутатов при тайном голосовании сроком на 5 лет. Он же является и Председателем Совета депутатов[57].
- Администрация городского поселения — исполнительно-распорядительный орган местного самоуправления[58].
- Совет депутатов — выборный представительный орган местного самоуправления. В его состав входят 25 человек[59].

Глава города Люберцы, глава администрации (с 11 октября 2009 года), председатель Совета депутатов (с 14 сентября 2014 года) — Ружицкий Владимир Петрович.

## Религия
Люберецкий благочиннический округ Московской епархии Русской православной церкви объединяет 10 приходов.
Считается, что село Люберцы (старое название Либерцы) возникло в 1632 году вместе с Храмом Преображения Господня, построенным дьяком Иваном Грязновым. Храм существовал до 1936 года (на месте нынешнего стадиона «Торпедо»). Восстановлен в 2008 году после затянувшегося строительства.

## Музеи
- Музей спички
- Краеведческий музей

## Промышленность

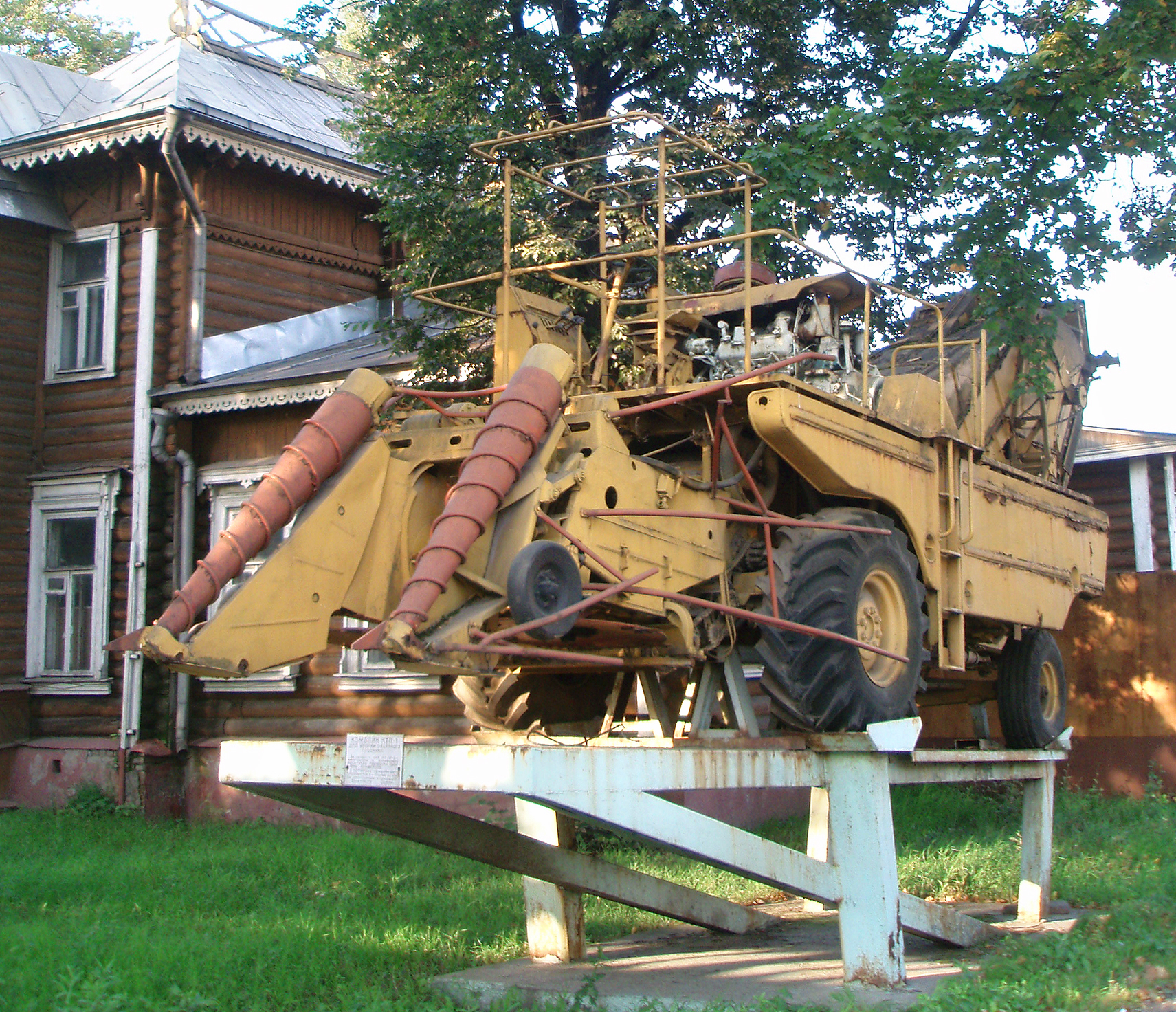
Комбайн для уборки сахарного тростника, предназначенный для работы на Кубе. Разработан на заводе им. Ухтомского в начале 1970-х годов

В городе действуют около 25 промышленных предприятий. Наиболее широко представлены машиностроение и металлообработка, производство строительных материалов, деревообрабатывающая и пищевая промышленность. Крупнейшие предприятия:
- Вертолётный завод им. Камова (КБ и опытное производство. Именно здесь разработаны известные всему миру вертолёты Ка-50 «Чёрная акула» и Ка-52 «Аллигатор»)
- НПК «Совершенная механика», разместившаяся в нескольких цехах бывшего машиностроительного завода им. Ухтомского, проектирующая и выпускающая алюминиевые конструкции для промышленного остекления зданий
- АООТ «Торгмаш» выпускает технологическое оборудование для предприятий торговли
- Люберецкий комбинат строительных материалов и конструкций
- Объединение «Люберецкие ковры»
- ООО «Сельхозмаш» (в советское время: «Люберецкий завод сельскохозяйственного машиностроения», до революции: «International Harvester» и «New York Air Brake Co»)[62].

## Образование
Колледжи и техникумы среднего профессионального образования:
1. Люберецкий филиал Ярославского колледжа градостроительства (сейчас переименован в «Экономико-технологический колледж при МГГУ им. Шолохова»)[63];
2. Техникум Экономики и права МСПК;
3. Московский областной техникум отраслевых технологий;
4. Люберецкий медицинский колледж;

Высшие учебные заведения:
1. Институт горного дела им. Скочинского
2. Российская таможенная академия;
3. Московская государственная академия физической культуры;
4. Российский государственный социальный университет (филиал);
5. Российский государственный университет туризма и сервиса (факультет Управления и дизайна)
6. Московский психолого-социальный институт (филиал);
7. Гуманитарно-социальный институт;
8. Московский государственный институт культуры(филиал);
9. Российский государственный университет туризма и сервиса (филиал);
10. Современная гуманитарная академия (филиал);
11. Московский авиационный институт (государственный технический университет) (филиал);

Дополнительное образование:
1. Детский театр-студия «Диалог» Лицей № 42 (бесплатный кружок под руководством Коренюгина Андрея Павловича);
2. Детская художественная школа
3. Детская школа искусств № 3
4. Детская музыкальная школа № 4
5. Детская хореографическая школа
6. Детско-юношеская спортивная школа по футболу «Звезда»
7. Дворец детского (юношеского) творчества

## Транспорт

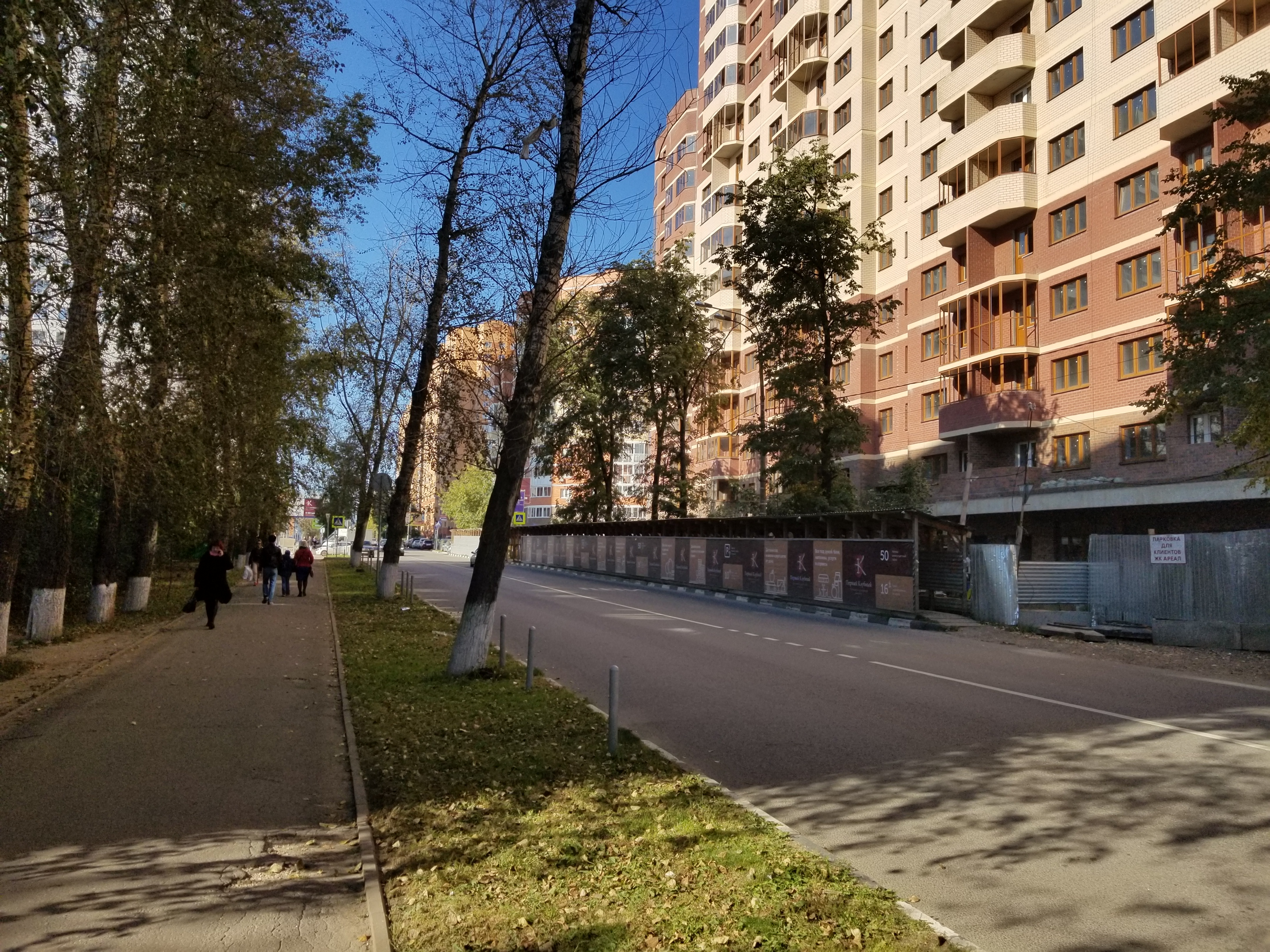
Улица Кирова, одна из крупнейших улиц города

Основной транспортной магистралью города является Октябрьский проспект (часть автодороги Р105; бывшее Старорязанское шоссе). По южной окраине города также проходит федеральная автодорога М5 «Урал» (Новорязанское шоссе).
Дорожная обстановка осложняется тем, что город разделён на несколько частей железными дорогами. Железнодорожный узел в 19 км к юго-востоку от Казанского вокзала (Казанское и Рязанское направления, ответвление на Дзержинский и Лыткарино).

### Метрополитен
В непосредственной близости от микрорайона «Городок Б» расположены выходы станций «Котельники» и «Жулебино» Таганско-Краснопресненской линии Московского метрополитена, а в шаговой доступности от микрорайона Ухтомка расположена станция «Лермонтовский проспект» Таганско-Краснопресненской линии. В шаговой доступности от Северного микрорайона расположены станции «Лухмановская» и «ул. Дмитриевского» Некрасовской линии Московского метрополитена.

### Железнодорожный транспорт (МЦД-3 с 17 августа 2023 г.)

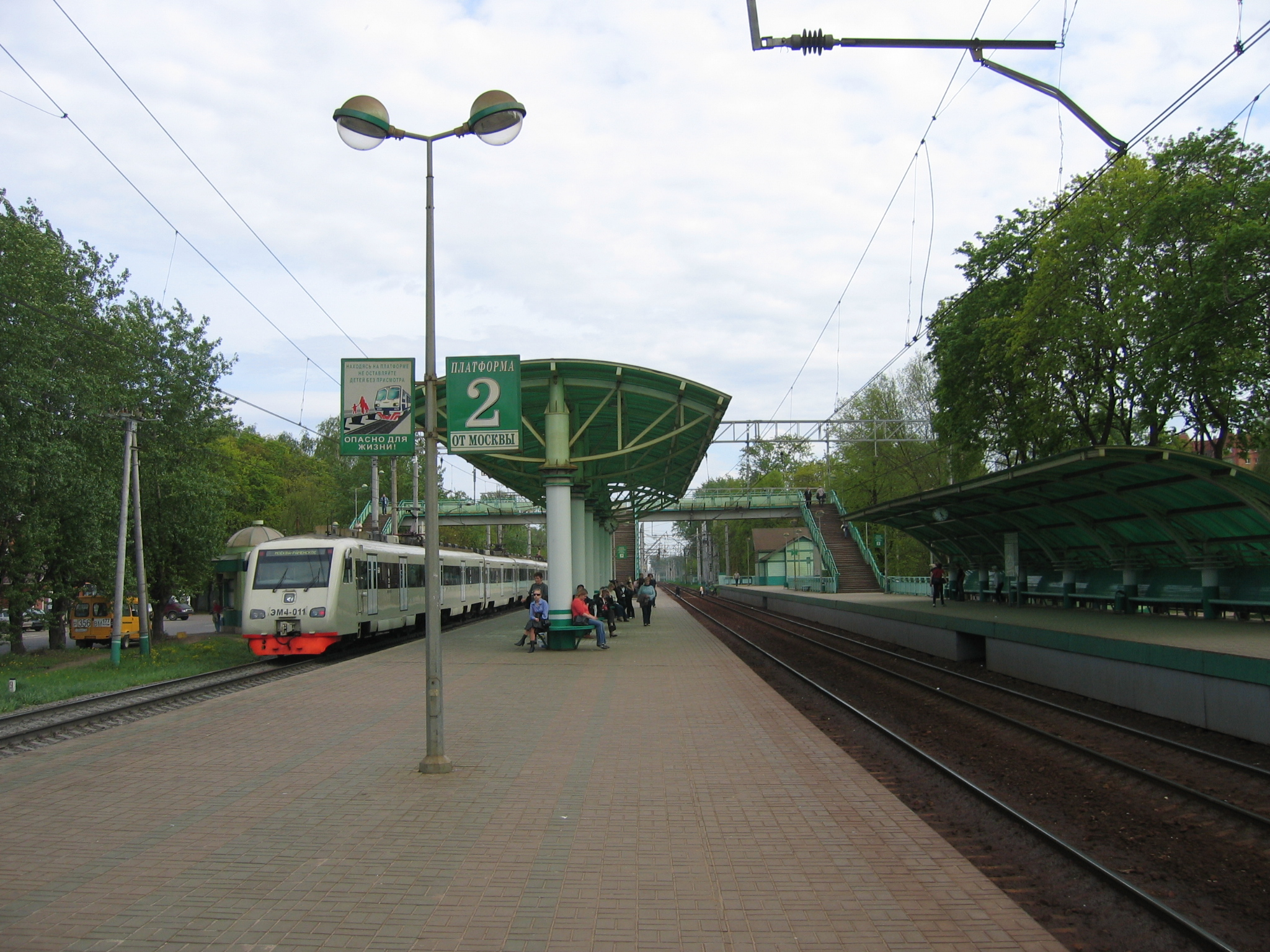
Платформа МЦД-3 Ухтомская
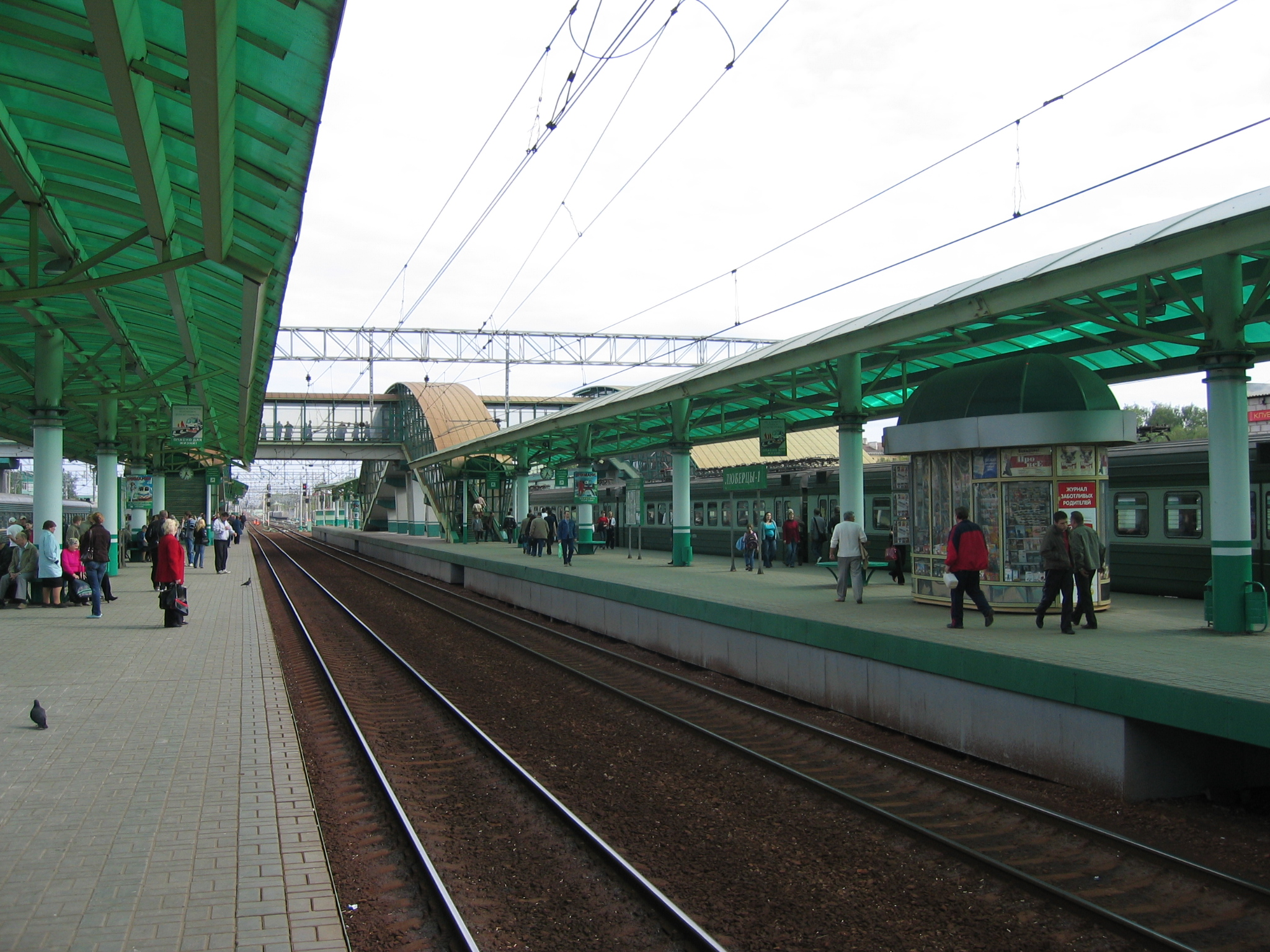
Станция МЦД-3 Люберцы 1
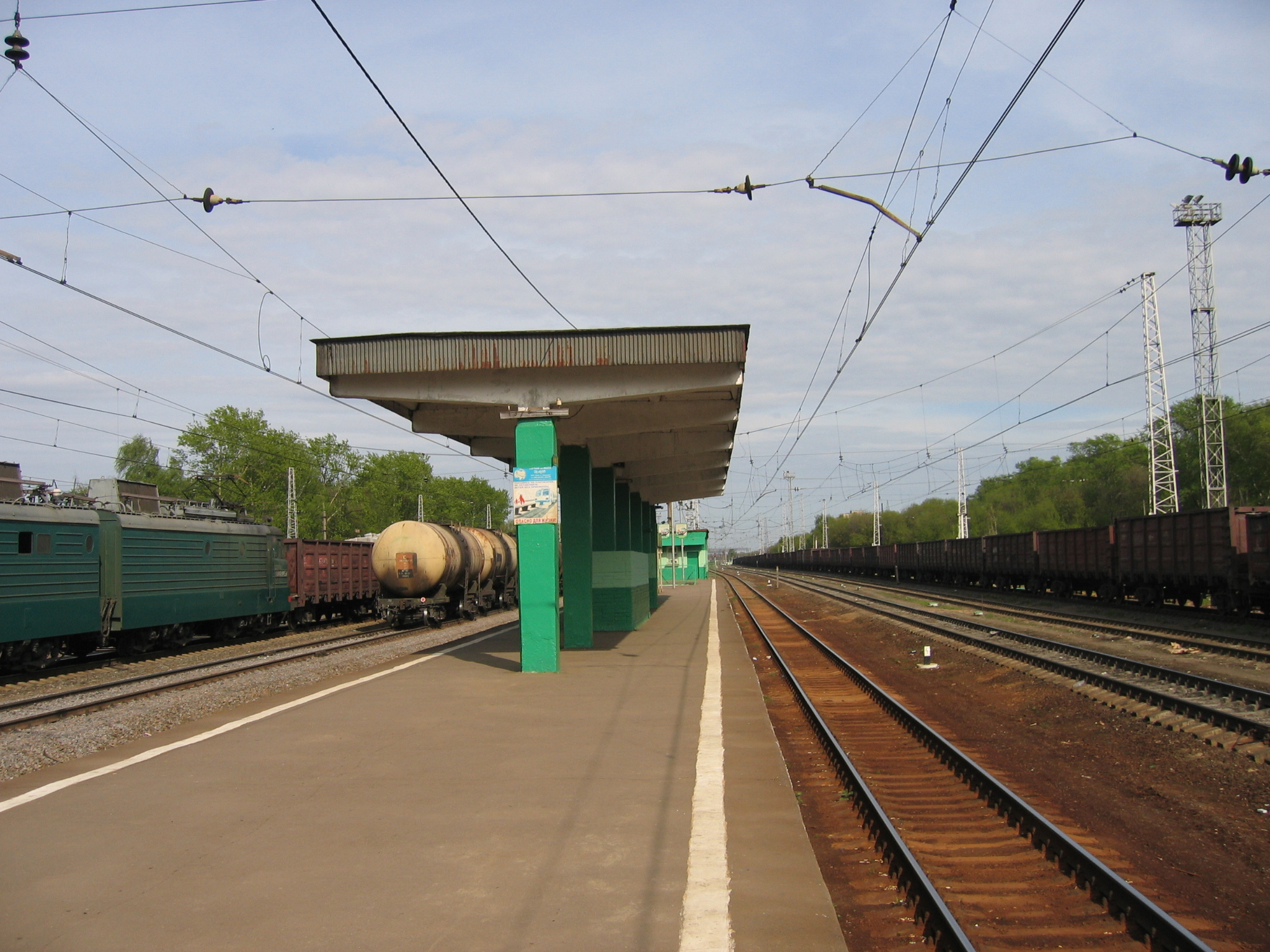
Станция Люберцы 2
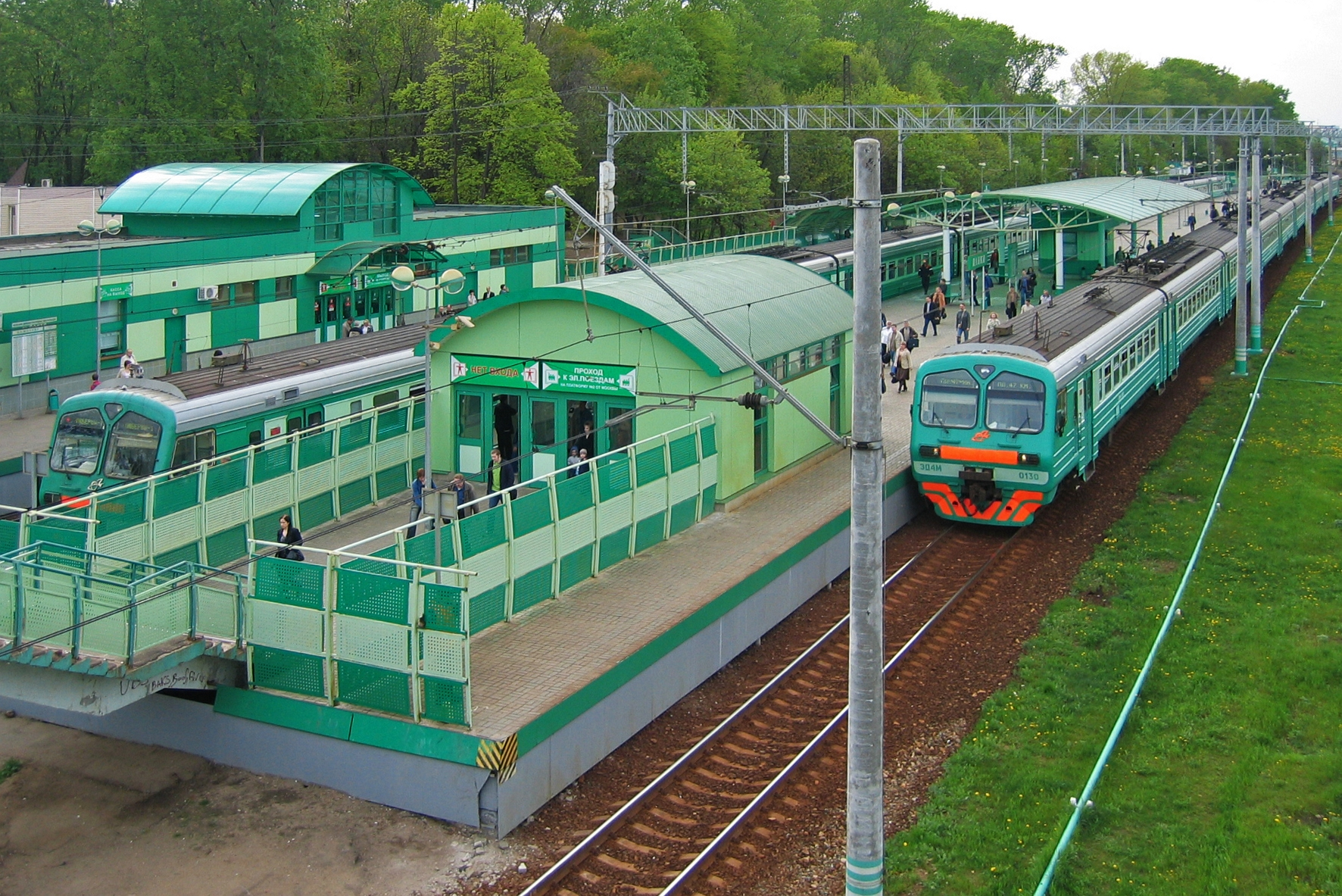
Станция МЦД-3 Панки

На территории города расположены четыре пассажирские станции и платформы, Московской железной дороги: Ухтомская, Люберцы I, Люберцы II, Панки все они за исключением Люберцы II стали частью МЦД-3
На станции Люберцы I делает остановку скоростной электропоезд-экспресс «Спутник» Москва—Люберцы—платформа Отдых (Жуковский)—Раменское.
Также существуют ныне используемые только для грузового движения ответвления в Дзержинский и Лыткарино. В черте города расположена недействующая пассажирская платформа Мальчики.
Люберцы являются важным транспортным узлом, который связывает Москву с аэропортом «Жуковский».

### Автомобильный транспорт
Город обслуживают автобусные маршруты АО «Мострансавто», ООО «Ранд-Транс», ООО «Автотранссервис 1», ООО «Автоновио», ООО «Авто-Магистраль». В северной части города курсируют также автобусы ГУП «Мосгортранс».
Внутригородские автобусные маршруты:
- № 1 ст. Люберцы — Торговый центр — ст. Люберцы[65],
- № 2 ст. Люберцы — 115 квартал — ст. Люберцы[66],
- № 2к ст. Люберцы — 115 квартал — ст. Люберцы,
- № 4 ст. Люберцы — ул. Космонавтов[67],
- № 4к ст. Люберцы — ул. Космонавтов,
- № 5 ст. Люберцы — ст. Панки[68],
- № 7 ст. Люберцы — просп. Гагарина — ст. Люберцы,
- № 7 ул. Пионерская — ст. Томилино,
- № 8 ул. Гоголя — ст. Панки,
- № 9 ЖК «Коренёвский Форт-2.2» — ст. Люберцы,
- № 9 ЖК «Коренёвский Форт-2.2» — м. «Котельники»,
- № 11 м/р Красная горка — ст. Люберцы — м. «Котельники»,
- № 12 ст. Панки — м. «Котельники»,
- № 14 ст. Люберцы — ул. Черёмухина,
- № 14 Малое Павлино — ст. Люберцы — м. «Лухмановская»,
- № 15 ст. Люберцы — ЖК «Люберецкий»,
- № 16 ст. Люберцы — плтф. Ухтомская,
- № 18 ст. Люберцы — плтф. Ухтомская,
- № 35 ст. Люберцы — ул. Лорха,
- № 40 ТЦ «Старкт» — м. «Котельники»,
- № 41 ст. Люберцы — Новолюберецкое кладбище,
- № 42 ст. Люберцы — Городок «Б»,
- № 44 ГИБДД — м. «Котельники»,
- № 45 ул. Пионерская — м. «Котельники»,
- № 71к ул. Гоголя — ТЦ Мега Белая дача,
- № 77 ст. Люберцы — Коренёво,
- № 78 ул. Барыкина — ст. Люберцы — ул. Толстого,
- № 431 ул. 8 Марта — м. «Котельники»,
- № 453 ст. Люберцы — м. «Лухмановская» — плтф. Ухтомская.

Люберцы связаны с Москвой также многочисленными маршрутами автобусов, следующих до станций метро «Выхино» по Октябрьскому проспекту и «Котельники» по Новорязанскому шоссе из самих Люберец и из других городов и посёлков Московской области.
Из Люберец (северной части) напрямую можно добраться до станций «Выхино», «Новокосино», «Лухмановская» и «Некрасовка» (маршруты № 501, № 501к, № 888к, № 1232 — м. «Выхино», маршруты № 940к, № 941к, № 1064, № 1225 — м. «Новокосино», маршруты № 940к, № 941к, № 1225, № 1227к — м. «Лухмановская», маршруты № 31, № 31п, № 888к, № 1121, № 1206к, № 1225, № 1227к, № 1230к, № 1232 — м. «Некрасовка»
Через Северные Люберцы также проходят маршруты московских автобусов и электробусов в район Некрасовка, обслуживаемые ГУП «Мосгортранс» (следуют к станциям метро «Выхино», «Некрасовка», «Новокосино»):
- № 722 МФЦ «Некрасовка» — м. «Некрасовка» — м. «Выхино» (в Люберцах по Инициативной ул., Красногорской ул. и ул. Михельсона, обратно по Лениногорской ул.)[69],
- № 723 Некрасовка — м. «Новокосино» — 2-й Московский крематорий (в Люберцах по Инициативной ул., ул. Митрофанова, ул. Попова, ул. Урицкого, ул. 8 Марта)[70](маршрут на электробусах)
- № 726 Некрасовка — 4-й микрорайон Кожухова[71],
- № 849 Некрасовка — 9-й микрорайон Кожухова.

Помимо станций метро «Выхино» и «Котельники» из Люберец (южной части) напрямую можно добраться до станций «Лермонтовский проспект» и «Рязанский проспект» (маршруты № 534к и № 546к — м. «Рязанский проспект», № 50к, № 323, № 346, № 352, № 373, № 373к, № 393к, № 463, № 534к, № 546к — м. «Лермонтовский проспект»).

## Экологическая обстановка
Город Люберцы является одним из «лидеров» в Московской области по количеству вредных промышленных выбросов в атмосферу.
К северу от города, на территории Люберецких полей располагается завод «Эколог», чья деятельность связана с уничтожением отходов биологического производства. По данным агентства Интерфакс, его деятельность влияет на экологическую обстановку в Люберцах. Территория, на которой располагается завод, была передана в состав Москвы в 2011 году. В последние годы экологическая ситуация улучшилась в связи с закрытием в центре города ряда предприятий тяжёлой промышленности, заводов ТоргМаш и Ухтомского. В сентябре 2014 года завод «Эколог» был закрыт.

## Преступность
В 1990-е годы на территории города действовал ряд преступных группировок, среди которых одна из сильнейших и авторитетных в московском регионе Люберецкая ОПГ, у истоков которой стояли представители молодёжного движения люберов, и Банда Капущу.
25 октября 2015 года произошло нападение на компанию студентов. По неподтвержденным данным, нападающих было четверо, один из них — Василий Михайлович Кужелев — инициатор происшествия, по личным причинам вместе с Олегом Кирилловичем Гусаровцем, Валентином Ивановичем Демидовым и Андреем Владимировичем Скафченко совершил нападение с применением холодного оружия на группу студентов ГУУ. Предположительно, нападение совершалось с целью причинения вреда лишь одному человеку из группы студентов, однако пострадавших было двое. Студент, на которого совершалось нападение, был тяжело ранен. После нанесения травм, нападавшие уехали с раненым в неизвестном направлении, после чего ни пострадавшего, ни преступников, не видели .

## Люберцы на астрономической карте
В честь города назван астероид (216439) Люберцы.

## СМИ
- Люберецкое районное телевидение[77]
- Люберецкая газета[78]
- Люберецкая панорама